# Jelky András kalandjai
A Jelky András kalandjai egy ifjúsági regény. Szerzője Hevesi Lajos (1843-1910). A könyv először 1872-ben jelent meg „Jelky András bajai fiú kalandjai ötödfél világrészben, történeti kutforrások alapján. Magyar népkönyv, különös tekintettel a serdültebb ifjuságra” címmel. Azóta számtalan kiadást látott (többnyire rövidebb címmel), a világjáró magyar utazó, Jelky András életét dolgozza fel olvasmányos formában.

## Történet
|  | Alább a cselekmény részletei következnek! |

A könyv cselekménye szinte teljesen megegyezik az utazó életével. A történet 1754-ben kezdődik, amikor a fiatal szabólegény útra kel. A könyv követi sorsának mozzanatait: végigkíséri útját Bécsbe bátyjához. Onnan Franciaországba indul, de egy német választófejedelemség területén elfogják, és besorozzák katonának egy kocsmában a porosz strázsamester parancsára. Innen még elszökik egy mosónő segítségével, de később szó szerint letartóztatják, és dél amerikai gyarmatokra akarják hurcolni. Innen is kalandos úton, folyóban menekülve szökik meg, de később hollandiai útja során elrabolják, és egy hajóban, sorstársaihoz hasonlóan elindulnak vele, hogy a kelet-indiai gyarmatokra hurcolják. Hajótörést szenved, és egy rövid, dél-angliai kitérő után egy máltai hajóskapitány vezérletével hazafelé igyekszik, hogy végre kiköthessen az Adriai-tenger partjainál. Itt azonban kalózok támadják meg őket, és egy muzulmán urasághoz kerül mint rabszolga. Innen csónakkal szökik, majd a halál torkából egy hajóskapitány menti meg. Innen Portugáliába kerül, többször megjárja Dél-Amerikát,  majd Ázsiába vezet útja. Makaóban és Kantonban történt kalandjai után végül beáll a holland gyarmati katonasághoz, ahonnan a helytartó kiemeli, felismerve kivételes szabói tehetséget. Élete egyenesbe fordul, megházasodik, de később a katonaság szabadságolt tisztjeként Ceylonban győzelmet arat. Saját hibájából egy fűszertermelő szigeten minden társát lemészárolják, ő pedig kannibáloktól az egyik bennszülött segítségével menekül meg. Ettől fogva jó ideg három bennszülöttel él egy lakatlan szigeten. Egy hajó felveszi őt, és két bennszülött férfitársát (harmadik, nőtársukat a pápuák lemészárolják egy közelharc során). Visszatér családjához, és diplomáciai tevékenységet folytat. Felesége halála után  hazatér Magyarországra, hosszú évtizedek után. A regény Jelky halálával ér véget.
|  | Itt a vége a cselekmény részletezésének! |

## Ellentmondások Jelky élete és a regény cselekménye között
Bár a történet legnagyobb része életének pontos bemutatása, akadnak részletek, amelyek nem egyeznek meg:
- A könyv szerint a porosz verbunk elől András egy középkorú mosónő ruháskosarában menekült meg. Valójában egy fiatal menyecske gyümölcsöskosara volt számára a menedék.
- A regény története azt írja, hogy a hesseni gróf embervadászatától a Kinzig folyóba ugrik, pedig csupán a kikötőben elszökött, amíg a hajóra vártak.
- A Ceylon melletti szigetre fát vágni küldték. A könyv szerint a helytartó parancsára a fűszereket ment ellenőrizni, és a törzsfőnök pipájától kábán eltévedt.
- A könyv nem ír második házasságáról, egyszerűen első házasságából származó gyermekei mellett hunyja le a szemét.